# 海鎮區 (密西根州)
海鎮區（英語：Hay Township）是位於美國密歇根州格拉德溫縣的一個行政鎮區。

## 地方資料
海鎮區的面積為58.77平方千米，當中陸地面積為55.56平方千米，而水域面積為3.21平方千米。根據2020年美國人口普查的數據，當地共有人口1279人，而人口密度為每平方千米21.76人。